# Пигусов, Евгений Анисимович
Евгений Анисимович Пигусов (род. 31 марта 1961, Кемерово) — российский шахматист, гроссмейстер (1987).

## Шахматная карьера
Чемпион СССР среди студентов (1981).
Участник чемпионата Европы среди юниоров (1981, поделил 2—5-е места, по дополнительным показателям занял 2-е место) и ряда Всесоюзных турниров молодых мастеров (лучший результат в 1986 — 2—5-е места). Чемпионат СССР в Иркутске (1-я лига, 1986) — 7—8-е места.
В составе сборной РСФСР серебряный призёр 18-го Первенства СССР между командами союзных республик (1986) в г. Минске (играл на 1-й доске).
В составе команды «Сельские ДСО» участник 10-го командного кубка СССР (1978) в г. Орджоникидзе[уточнить] (играл на юношеской доске, 6-е командное место).
В составе команды «Вектор» (г. Новосибирск) участник 2-го клубного кубка СССР (1990) (играл на 1-й доске, 4-е командное место).
Многократный участник Кубков европейских клубов в составе различных команд (1988—1990, 1994, 1999—2003). Лучший результат: 1988 — 1 место в составе ЦСКА (г. Москва). В 1990 в составе клуба «Вектор» (г. Новосибирск) дошёл до четвертьфинала.
В составе различных команд участник 8-и командных чемпионатов России (1992—1994, 1998—2003). Неоднократно выигрывал медали как в командном, так и в личном зачётах.
В составе сборной г. Кемерово победитель 2-го командного чемпионата мира среди городов (1999) в г. Шэньяне.
Лучшие результаты в международных турнирах: Залаэгерсег (1978; юношеский турнир) и Яссы (1981) — 1-е; Гавана (1985 и 1986) — 3—4-е и 1—2-е; Копенгаген (1986) — 1—4-е; Москва (1987; 2-й турнир) Сочи (1987) — 1—3-е места.
Участник 2-го личного чемпионата Европы (2001) в г. Охриде (45-е место, 204 участника) и чемпионата мира ФИДЕ 2002 года (дошёл до 3-го раунда, где уступил Алексею Дрееву).
Наивысшего рейтинга достиг 1 января 2002 года, с отметкой 2623 баллов занимал 65-ю позицию в мировом рейтинг-листе.
По состоянию на март 2021 года не входил в число активных российских шахматистов и занимал 82-е место среди всех шахматистов России.

## Изменения рейтинга
| Графики недоступны из-за технических проблем. См. информацию на Фабрикаторе и на mediawiki.org. |